# Sailerana vanvelzeni
Sailerana vanvelzeni är en insektsart som beskrevs av Young 1977. Sailerana vanvelzeni ingår i släktet Sailerana och familjen dvärgstritar. Inga underarter finns listade i Catalogue of Life.